# Filippo Paruta (arcivescovo)
Filippo Paruta (Venezia, ... – Creta, 1458) è stato un arcivescovo cattolico italiano.

## Biografia
Nacque a Venezia dalla famiglia patrizia dei Paruta.
Il 16 maggio 1421 entrò, insieme ad un piccolo gruppo di altri giovani aristocratici veneziani (tra i quali Michele Morosini, Francesco Contarini e Andrea Bondumier, che sarebbe successivamente divenuto patriarca di Venezia) nel convento degli eremitani di Sant'Agostino sull'isola di Santa Maria di Nazareth (oggi divenuta Lazzaretto Vecchio), sotto la guida del priore Gabriele Garofali da Spoleto.
Il 7 gennaio 1426 fu nominato vescovo di Cittanova, sede che tenne per pochi mesi, fino a quando, il 2 aprile successivo, venne spostato alla più prestigiosa sede di Torcello, sull'omonima isola della laguna veneta. Il 20 febbraio 1448, infine, fu promosso arcivescovo di Candia, l'attuale isola di Creta, all'epoca roccaforte veneziana nel mezzo del Mediterraneo.
Morì a Candia nel 1458.

## Successione apostolica
La successione apostolica è:
- Vescovo Ulrich Putsch (1428)